# Tomáš Hyka
Tomáš Hyka, född den 23 mars 1993 i Mladá Boleslav, är en tjeckisk ishockeyspelare som för närvarande spelar för Vegas Golden Knights i NHL. Han spelade tidigare för BK Mladá Boleslav i Extraliga.

## Spelarkarriär
Hyka valdes i den 6:e rundan som den 171:e spelaren totalt vid NHL Entry Draft 2012 av Los Angeles Kings.
Säsongerna 2011/2012 och 2012/2013 spelade Hyka i den kanadensiska juniorligan QMJHL för Gatineau Olympiques, för vilka han åstadkom 118 (40+78) poäng på 99 spelade matcher.
I maj 2013 skrev han på ett try-outkontrakt med Färjestad BK i SHL. Den 13 september 2013 blev det klart att Hyka får sitt try-outkontrakt förlängt och han skrev därmed på ett treårskontrakt med Färjestad BK..
Den 14 september 2013 gjorde Hyka sin SHL-debut i säsongspremiären i Karlstad emot Örebro HK. Hyka gjorde Färjestads kvitteringsmål i matchen (2-2) och svarade totalt för 2 (1+1) poäng i debutmatchen.
1 juni 2017 blev Hyka tradad till Vegas Golden Knights som lagets tredje första spelare någonsin.